# Celil Yüksel
Celil Yüksel (Havza, 1 de enero de 1998) es un futbolista turco que juega en la demarcación de centrocampista para el Samsunspor de la Superliga de Turquía.

## Biografía
Tras empezar a formarse como futbolista en el Galatasaray S. K. durante seis años, finalmente hizo su debut con el primer equipo el 10 de noviembre de 2018 en la Superliga de Turquía contra el Kayserispor, tras sustituir a Sofiane Feghouli en el minuto 88.
El 4 de enero de 2020 fue cedido al Adanaspor hasta final de temporada. Posteriormente jugó en el Samsunspor, equipo que lo prestó al Göztepe S. K. en julio de 2023.

## Clubes
| Club                   | País    | Año       | Partidos | Goles |
| ---------------------- | ------- | --------- | -------- | ----- |
| Galatasaray S. K.      | Turquía | 2018-2019 | 6        | 0     |
| Adanaspor (cedido)     | Turquía | 2020-2022 | 78       | 8     |
| Samsunspor             | Turquía | 2022-2023 | 32       | 0     |
| Göztepe S. K. (cedido) | Turquía | 2023-2024 | 29       | 1     |
| Samsunspor             | Turquía | 2024-     | 20       | 0     |

## Palmarés

### Campeonatos nacionales
| Título               | Club              | País    | Año  |
| -------------------- | ----------------- | ------- | ---- |
| Superliga de Turquía | Galatasaray S. K. | Turquía | 2019 |
| Copa de Turquía      | Galatasaray S. K. | Turquía | 2019 |
| Supercopa de Turquía | Galatasaray S. K. | Turquía | 2019 |